# ديلان فلوريس
ديلان فلوريس (بالإسبانية: Dylan Flores)‏ (30 مايو 1993 بسان خوسيه في كوستاريكا - ) هو لاعب كرة قدم كوستاريكي في مركزي الهجوم والوسط. لعب مع نادي كارتاهينيس.

## وصلات خارجية
- ديلان فلوريس على موقع قاعدة بيانات كرة القدم.إي يو (الإنجليزية)
- ديلان فلوريس على موقع Soccerway.com (الإنجليزية)